# Kuckuckszeit
Kuckuckszeit ist ein deutsches Drama des Regisseurs Johannes Fabrick aus dem Jahr 2007. In den Hauptrollen verkörpern Inka Friedrich und Wotan Wilke Möhring das Ehepaar Claudia und Jens, das vor dem finanziellen Abgrund steht.

## Handlung
Claudia und Jens leben mit ihren Kindern Katja und Max glücklich und zufrieden in der Kleinstadt Barstedt. Jens führt ein kleines Bauunternehmen, und Claudia lebt ihren Traum als Hausfrau, die sich um nichts weiter zu kümmern braucht als um den Haushalt und die beiden Kinder.
Doch alles gerät in Schieflage, als Jens mit seiner Firma in die Insolvenz gerät. Die Bank zahlt kein Geld mehr aus, das gemeinsame Konto wird gesperrt. Es kommt, wie es kommen musste: Die beiden wissen nicht mehr, wie sie ihren eigenen Lebensunterhalt, geschweige denn, denen ihrer Kinder, finanzieren sollen.
Gesundheitlich verkraftet Jens die Situation nicht: Er wird mit einem Herzanfall ins Krankenhaus eingeliefert. Nun ist Claudia komplett auf sich alleine gestellt und improvisiert sogar die Leitung des kleinen Bauunternehmens. Es hilft jedoch alles nichts: Die Insolvenz der Baufirma ist auch für Claudia nicht mehr abzuwenden. Im Endeffekt verlieren Claudia und Jens alles. Auch ihr Eigenheim müssen sie verkaufen und infolge dessen, gemeinsam mit den Kindern eine sozial geförderte Wohnung beziehen. Diese Abwertung der bisher gewohnten Lebensqualität stellt die Ehe der beiden vor eine harte Belastungsprobe. Claudia arbeitet nun als Verkäuferin, während Jens sich nicht wirklich darüber im Klaren ist, was er nun den ganzen Tag anstellen soll.

## Produktionsnotizen
Nina Bohlmann und Babette Schröder produzierten das Drama in Zusammenarbeit mit dem NDR im Auftrag von Arte. Gedreht wurde in Hamburg.

## Erscheinungstermine
Kuckuckszeit wurde am 30. September 2007 erstmals auf dem Filmfest Hamburg gezeigt. Die Erstausstrahlung im deutschen Fernsehen geschah am 2. November 2007 auf Arte.

## Kritiken
Rainer Tittelbach konstatiert, dass sich das Sozialdrama Kuckuckskinder eines „[...] längst überfälligen Themas [annahm].“ Der Filmkritiker ist der Ansicht, dass der Film „[e]rnüchternd realistisch“ ist.
TV Spielfilm urteilt: „Glaubwürdig und einfühlsam gespielt“.